# دریاچه

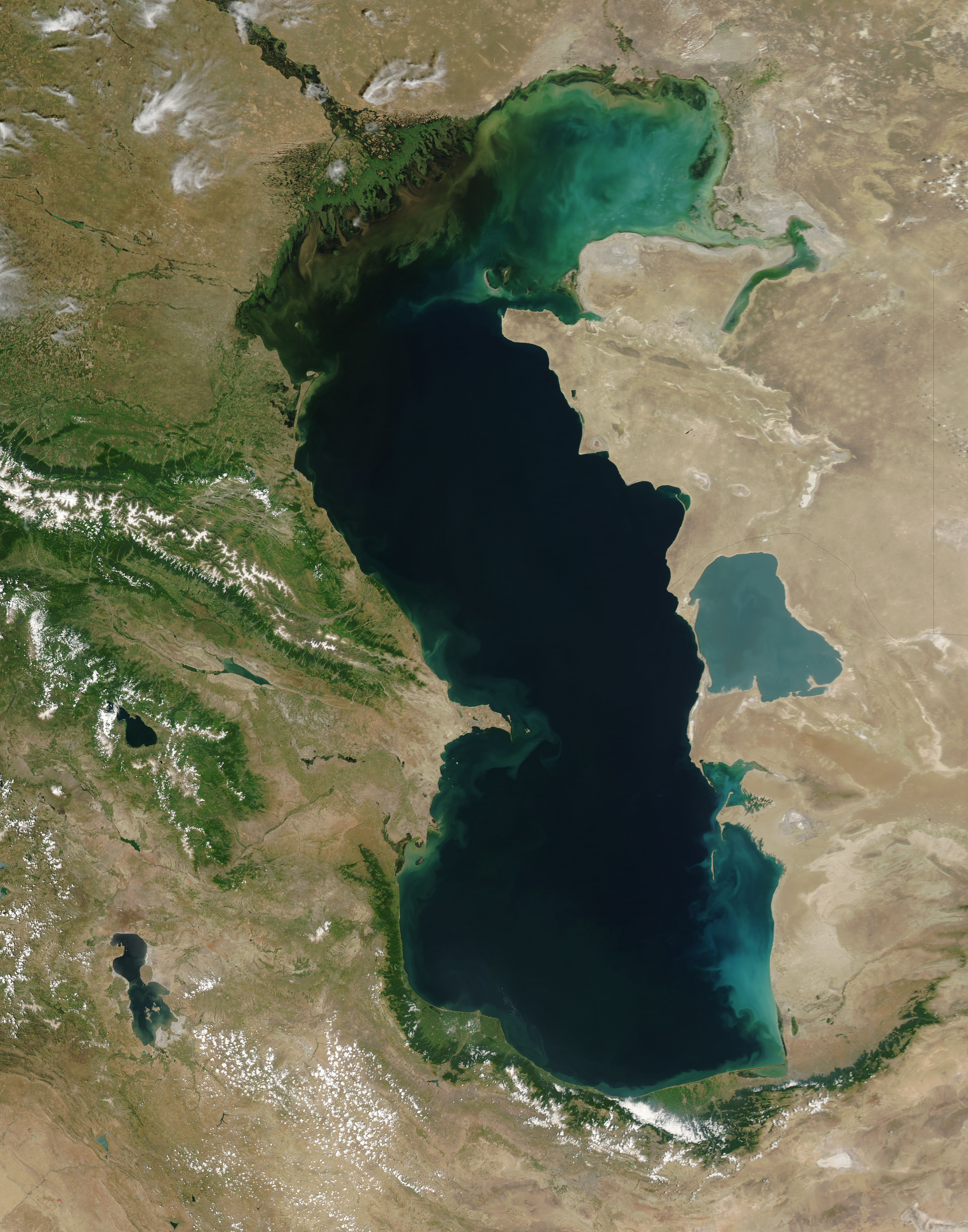
دریای کاسپین، بزرگ‌ترین دریاچه در جهان

دریاچه (به تاجیکی: کول) محدودهٔ آبی بزرگی است که به آب‌های آزاد راهی ندارد (دریاچه بزرگ‌تر از آبگیر است). بعضی از دریاچه‌ها مانند دریاچه کاسپین به اندازه‌ای بزرگ هستند که در صحبت محاوره از آن‌ها به عنوان دریا نام برده می‌شود. دریاچه‌ها همانند رودها جاری نمی‌شوند و ساکن هستند. بیشتر دریاچه‌ها دارای آب شیرین هستند و اکثر آن‌ها در نیمکرهٔ شمالی زمین هستند.

## تعداد دریاچه‌ها و تالاب‌ها
دریاچه‌ها یکی از منابع مهم آبی در جهان محسوب می‌شوند و بخش‌های وسیعی از کره زمین را به خود اختصاص داده‌اند. نتایج یک تحقیق نشان داده است که حدود ۳۰۴ میلیون دریاچه و تالاب در سراسر کره زمین وجود دارد که البته حدود ۹۱ درصد آن‌ها زیر یک هکتار مساحت دارند. دریاچه‌ها نقش بزرگی در اکوسیستم طبیعت بازی می‌کنند.
بر اساس برآوردی ۱۱۷ میلیون دریاچه در نقاط مختلف کره زمین، نزدیک به ۴ درصد از مساحتی را که توسط یخچال‌های طبیعی اشغال نشده، پوشش می‌دهد. محققان تنها دریاچه‌هایی را با وسعت حدود نیم هکتار و بیشتر، شمارش کرده‌اند، ما در مورد مساحتی بالغ بر ۵۱۷۹۹۷۶ کیلومتر مربع از کره زمین که با آب دریاچه‌ها پوشش داده شده، صحبت می‌کنیم. دومین کشور بزرگ جهان از نظر زیبایی طبیعی و فعالیت در فضای باز کشور کانادا شناخته شده است. این کشور دارای ۸ منطقه جنگلی مجزا و دو منطقه کوهستانی و آتشفشان و مناطق قطبی است. بیشترین میزان دریاچه آب شیرین در جهان را دارد که در هر ده استان و سه سرزمین پخش شده است. اعتقاد بر این است که بیش از ۲ میلیون دریاچه در کانادا وجود دارد که ۳۱۷۵۲ مورد بزرگتر از ۳ کیلومتر مربع است با ۵۶۱ مورد از این دریاچه‌ها بیش از ۱۰۰ کیلومتر مربع و در حقیقت بیش از ۹ درصد کشور توسط اب شیرین پوشانده شده است.
رتبه‌بندی کشورها از نظر تعداد دریاچه به شرح زیر است:
1. کانادا ۸۷۹۸۰۰
2. روسیه ۲۰۱۲۰۰
3. فنلاند ۱۸۸۰۰۰
4. ایالات متحده ۱۰۲۵۰۰
5. چین ۲۳۸۰۰
6. سوئد ۲۲۶۰۰
7. برزیل ۲۰۹۰۰
8. نروژ ۲۰۰۰۰
9. آرژانتین ۱۳۶۰۰
10. قزاقستان ۱۲۴۰۰
11. پرو ۱۲۰۰۰
12. استرالیا ۱۱۴۰۰
13. بلاروس ۱۱۰۰۰
14. سوئیس ۷۰۰۰
15. کلمبیا ۳۲۵۰
16. آلمان ۲۰۰۰
17. اندونزی ۵۲۱
18. هند ۱۸۰
19. اوگاندا ۱۶۵

کانادا بیشتر از هر کشور دیگری دارای آب شیرین می‌باشد که این آب از دریاچه‌های آن که تعداد آن بالای ۲٬۰۰۰٬۰۰۰ است و بیش از ۵۶۳ تای آن بزرگتر از ۱۰۰ کیلومتر می‌باشد تأمین می‌شود. بسیاری از زبان‌ها در کانادا استفاده می‌شود ولی زبان انگلیسی و فرانسوی دو زبان اصلی مردم کانادا است. براساس سرشماری درسال ۲۰۱۱ زبان مادری ۵۶٫۹ درصد مردم انگلیسی و ۲۱٫۳ درصد فرانسوی است. در محیط کاری ۸۵٫۶ درصد انگلیسی و ۳۱٫۱ درصد فرانسوی صحبت می‌کنند.

## پراکندگی جغرافیایی

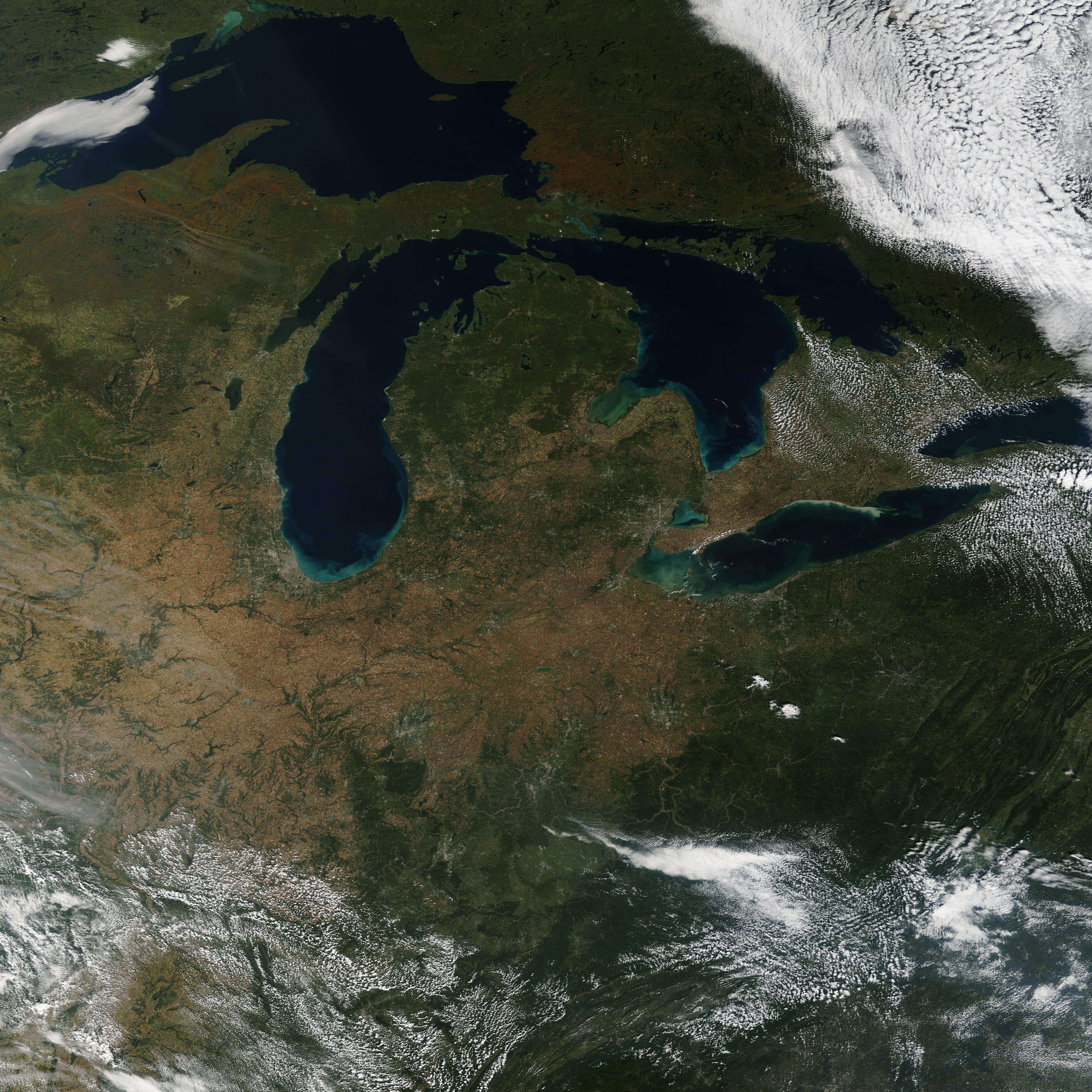
دریاچه میشیگان میان ایالات متحده و کانادا

اغلب دریاچه‌ها، دارای آب شیرین بوده و در نیم‌کره شمالی و عرض‌های جغرافیایی بالاتر واقع هستند. کانادا دارای ۳۱٬۷۵۲ دریاچه با مساحت بیشتر از ۳ کیلومتر مربع و تعداد نامعلومی دریاچه‌های کوچک‌تر می‌باشد. تعداد مجموع دریاچه‌های کانادا، در حدود دو میلیون مورد تخمین زده می‌شود. کشور فنلاند نیز دارای ۱۸۷٬۸۸۸ دریاچهٔ بزرگ‌تر از ۵۰۰ مترمربع، و ۵۶٬۰۰۰ دریاچه با مساحت بیش از ۱۰۰۰۰ متر مربع است. بیشتر دریاچه‌ها دست‌کم دارای یک مسیر خروج آب مانند رودخانه و جویبار هستند. برخی از دریاچه‌ها نیز فاقد مسیر خروجی آب بوده و سطح آب این دریاچه‌ها، تنها با تبخیر سطحی کنترل و تثبیت می‌شود. این‌گونه از دریاچه‌ها، حوضه بسته نام دارند.
تعداد دریاچه‌های جهان نامشخص است اما پژوهشی در این زمینه، تعداد دریاچه‌ها و آبگیرها را ۳۰۴ میلیون تخمین می‌زند که بیش از ۹۱ درصد از آن‌ها مساحتی کمتر از یک هکتار دارند. شواهد زیادی در رابطه با وجود دریاچه‌ها در سیاره‌های دیگر و قمرها، وجود دارد. ناسا پس از کاوش‌های فضایی کاسینی-هویگنس، مشاهدهٔ دریاچه‌هایی شبیه به دریاچه‌های کره زمین را بر سطح قمر تایتان، اعلام کرد. پیش از این، بستر خشک دریاچه‌هایی بر سطح مریخ نیز مشاهده شده بود.
بیش از ۶۰٪ دریاچه‌های جهان در کانادا قرار گرفته‌اند. همچنین فنلاند به عنوان سرزمین هزار دریاچه شناخته می‌شود (۱۸۷٬۸۸۸ دریاچه در فنلاند وجود دارد که ۶۰٬۰۰۰ از آن‌ها دریاچه‌های بزرگ هستند).
بعضی از دریاچه‌ها ساخته دست بشر هستند. این دریاچه‌ها به منظورهای مختلفی نظیر تولید برق (به عنوان مثال دریاچه پشت سدها)، برای استفاده از آب آن‌ها برای کشاورزی یا در خانه‌ها یا برای تفریح ساخته شده‌اند. شناخته شده‌ترین دریاچه‌های جهان عبارتند از:
- دریای کاسپین،
- دریاچه سوپریور،
- دریاچه هورون،
- دریاچه میشیگان،
- دریاچه ویکتوریا،
- دریاچه آرال
- دریاچه تانگانیکا،
- دریاچه بایکال

## دسته‌بندی زیست‌محیطی

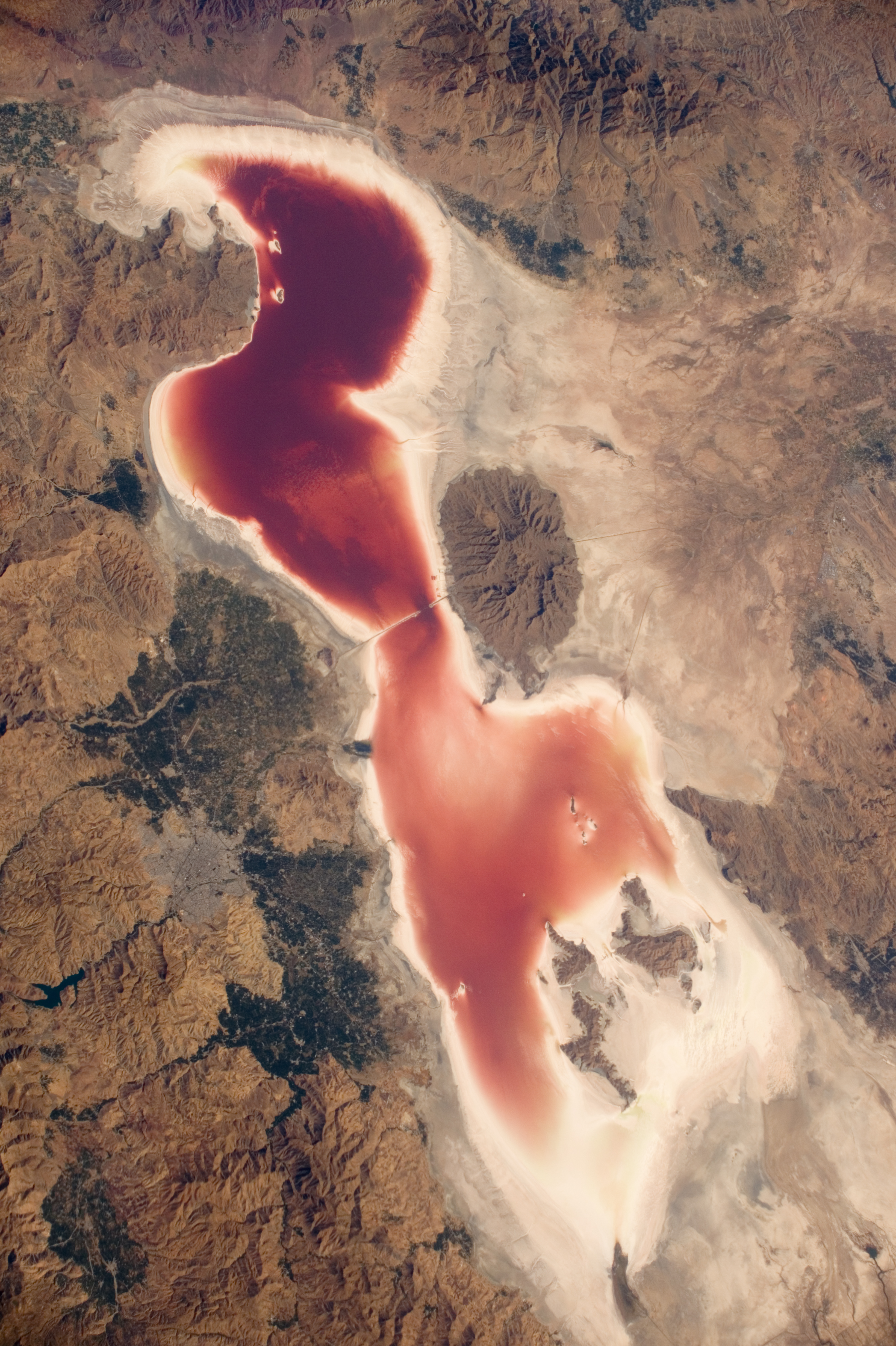
دریاچه ارومیه در سال ۲۰۱۶

دریاچه‌ها را در پژوهش‌های علمی زیست‌محیطی به دسته‌های زیر تقسیم می‌کنند:
- دریاچه کم‌پرورد:[۱۹] دریاچه‌ای عمیق و صاف با مواد آلی و مغذی کم و اکسیژن محلول بسیار.
- دریاچه میان‌پرورد:[۲۰] دریاچه‌ای با مواد مغذی نه چندان کم که از نظر گیاهی و جانوری نسبتاً بارور است.
- دریاچه بیش‌پرورد:[۲۱] دریاچه‌ای کم‌عمق با مواد مغذی بسیار که موجب تولید جلبک و کمبود ماهی و اکسیژن محلول می‌شود.
- دریاچه تک‌آمیختی:[۲۲] ویژگی دریاچه‌ای نسبتاً عمیق که در آن سالی یک‌بار لایه‌بندی و چرخه آمیختگی رخ می‌دهد.
- دریاچه دوآمیختی:[۲۳] ویژگی دریاچه‌ای که معمولاً سالی دوبار در آن لایه‌بندی و چرخه آمیختگی رخ می‌دهد.
- دریاچه روبه‌زوال:[۲۴] دریاچه بیش‌پروردی که بر اثر ازدیاد گیاهان و از دست دادن تدریجی و مستمر آب در حال تبدیل شدن به باتلاق است.
- دریاچه خشک:[۲۵] محلی که پیش‌تر دریاچه بوده، ولی اکنون یا باتلاقی است یا به کلی خشک شده است.

## چگونگی پیدایش دریاچه‌های جهان

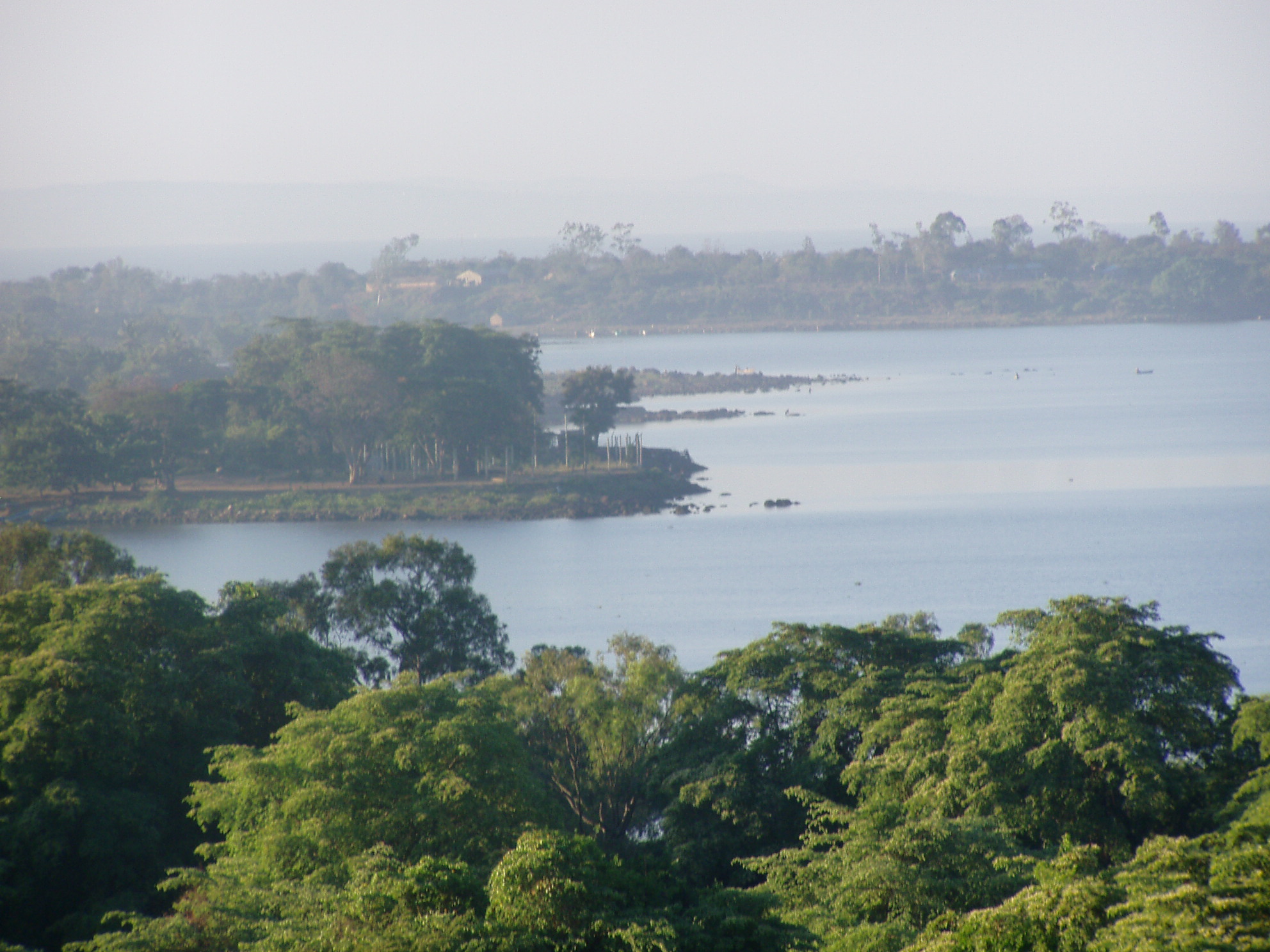
دریاچه ویکتوریا، بزرگ‌ترین دریاچه قاره آفریقا

عوامل متعددی باعث پیدایش دریاچه‌ها می‌گردند که عمدتاً ناشی از فرایندهای بیرونی (دینامیک‌های بیرونی) و درونی (دینامیک‌های درونی) زمین می‌باشند. بعضی از این عوامل عبارت‌اند از:
- دریاچه‌های یخچالی: در اثر تجمع آب در پشت مورن‌ها (مواد تخریبی که توسط یخچال‌ها حمل می‌شوند) به وجود می‌آیند مانند دریاچه‌های پنج‌گانه آمریکای شمالی
- دریاچه‌های دهانه آتشفشانی: در کراترها (دهانه‌های آتشفشانی) ایجاد می‌گردند مانند دریاچه مالهر در اورگن و دریاچه قله سبلان
- دریاچه‌های تکتونیکی (زمین ساختی): در اثر فرونشینی تدریجی یا در اثر فروزمین به وجود می‌آیند مانند دریاچه بایکال، دریاچه تانگانیکا، و دریاچه آلبرت در آفریقا که در یک گرابن به وجود آمده‌اند.
- دریاچه‌های کارستی: درمحل‌هایی که سنگ آهک، طی فرایند کارستی شدن خورده شده باشد، پدید می‌آیند مانند دریاچه تخت سلیمان ساروق در آذربایجان غربی
- دریاچه‌های مئوریتی: در فرورفتگی ناشی از مئوریت (سنگ آسمانی) ایجاد می‌شوند مثل دریاچه یونگا یا جاب در کانادا
- دریاچه‌های سدی: در اثر ریزش کوه یا لنداسلاید (زمین لغزه) و جمع شدن آب در پشت مواد ریزش یافته پدید می‌آیند.
- دریاچه‌های ساحلی و رودخانه‌ای: که اولی در اثر سدهای دریایی و دومی با قطع پیچ رود (مآندر) به وجود می‌آید.
- دریاچه‌های ناشی از فعالیت انسان: در اثر ساختن سدهای مخزنی، خاکبرداری یا انفجارهای ناشی از بمب که ایجاد چاله‌های بزرگ می‌کند ایجاد می‌شود.[۲۶]